# Copa América Femenina 2018
La Copa América Femenina de 2018 fue la VIII edición del principal torneo femenino a nivel de selecciones nacionales de América del Sur. Se llevó a cabo por primera vez en Chile del 4 al 22 de abril.
El torneo entregó dos cupos directos y acceso a un repechaje para la Copa Mundial Femenina de Fútbol de 2019. El equipo que finalizó como mejor tercero de la primera fase junto con los equipos que ocuparon los tercero y cuarto lugares de la fase final clasificaron a los Juegos Panamericanos de 2019 celebrados en Lima (Perú), mientras que el campeón clasificó de forma directa a los Juegos Olímpicos de Tokio 2020 y el subcampeón disputará repechaje.

## Equipos participantes
Participan las diez selecciones nacionales de fútbol afiliadas a la Conmebol.
| Equipos participantes | Equipos participantes | Equipos participantes | Equipos participantes | Equipos participantes |
| --------------------- | --------------------- | --------------------- | --------------------- | --------------------- |
| Argentina             | Bolivia               | Brasil                | Chile                 | Colombia              |
| Ecuador               | Paraguay              | Perú                  | Uruguay               | Venezuela             |

## Sedes
El 25 de octubre de 2017, la ANFP anunció que el torneo inicialmente tendría 3 ciudades sede, todas dentro de la Región de Coquimbo. No obstante, días antes del inicio de la competición, se anunció que Ovalle no sería sede del evento, debido a las precarias condiciones del estado de la cancha del Estadio Diaguita.
| Chile              | Chile              | Chile                              |
| La Serena          | La Serena Coquimbo | Coquimbo                           |
| ------------------ | ------------------ | ---------------------------------- |
| Estadio La Portada | La Serena Coquimbo | Estadio Francisco Sánchez Rumoroso |
| Capacidad: 18 243  | La Serena Coquimbo | Capacidad: 18 750                  |
|                    | La Serena Coquimbo |                                    |

## Mascota
La mascota de torneo es una chinchilla, llamada Gabi —en honor a Gabriela Mistral, originaria de la región de Coquimbo—, que está caracterizada como una jugadora de fútbol.

## Primera fase
Clasificado a la fase final.

     Clasificado a los Juegos Panamericanos 2019.
- Todos los horarios corresponden a la hora oficial de Chile (UTC-3).

Los equipos se dividieron en dos grupos de cinco equipos y jugaron una ronda dentro de su grupo, del 4 al 13 de abril. Los dos mejores equipos de cada grupo avanzaron a la segunda ronda.
Si los equipos terminan empatados en puntos, el orden se determinará de acuerdo con los siguientes criterios: 
1. Diferencia de goles en todos los partidos.
2. Mayor número de goles marcados en los encuentros de grupo.
3. Mejor resultado en los partidos entre los equipos empatados.
4. Sorteo por parte de la organización.

### Grupo A
| Equipo   | Pts | PJ | PG | PE | PP | GF | GC | Dif |
| -------- | --- | -- | -- | -- | -- | -- | -- | --- |
| Colombia | 10  | 4  | 3  | 1  | 0  | 16 | 2  | 14  |
| Chile    | 8   | 4  | 2  | 2  | 0  | 8  | 2  | 6   |
| Paraguay | 7   | 4  | 2  | 1  | 1  | 7  | 7  | 0   |
| Uruguay  | 1   | 4  | 0  | 1  | 3  | 2  | 11 | -9  |
| Perú     | 1   | 4  | 0  | 1  | 3  | 1  | 12 | -11 |

| 4 de abril de 2018 | Colombia                                                          | 7:0 (4:0) | Uruguay | La Portada, La Serena    |                          |
| 16:45              | Usme 2', 45', 57', 90' · Montoya 17' · Rincón 43' · Echeverri 58' | Reporte   |         | Árbitra: Emikar Calderas | Árbitra: Emikar Calderas |

| 4 de abril de 2018, 19:00 (UTC-3) | Chile    | 1:1 (0:0) | Paraguay       | La Portada, La Serena      |                            |
|                                   | Aedo 62' | Reporte   | Villamayor 53' | Árbitro(s): Susana Corella | Árbitro(s): Susana Corella |

- Libre:  Perú.

| 6 de abril de 2018, 16:45 (UTC-3) | Paraguay                                | 3:0 (0:0) | Perú | La Portada, La Serena      |                            |
|                                   | Peña 70' · Martínez 84' · Peralta 90+3' | Reporte   |      | Árbitro(s): Sirley Cornejo | Árbitro(s): Sirley Cornejo |

| 6 de abril de 2018, 19:00 (UTC-3) | Chile    | 1:1 (0:0) | Colombia | La Portada, La Serena   |                         |
|                                   | Sáez 79' | Reporte   | Usme 49' | Árbitro(s): Edina Alves | Árbitro(s): Edina Alves |

- Libre:  Uruguay.

| 8 de abril de 2018, 16:45 (UTC-3) | Uruguay    | 1:1 (0:1) | Perú         | La Portada, La Serena       |                             |
|                                   | Badell 58' | Reporte   | Martínez 37' | Árbitro(s): Salomé Di Iorio | Árbitro(s): Salomé Di Iorio |

| 8 de abril de 2018, 19:00 (UTC-3) | Colombia                                     | 5:1 (1:0) | Paraguay      | La Portada, La Serena             |                                   |
|                                   | Usme 41', 57', 65' · Ospina 70' · Santos 81' | Reporte   | Cortaza 90+2' | Árbitro(s): María Laura Fortunato | Árbitro(s): María Laura Fortunato |

- Libre:  Chile.

| 10 de abril de 2018, 16:45 (UTC-3) | Colombia                              | 3:0 (1:0) | Perú | La Portada, La Serena      |                            |
|                                    | Usme 22' · Santos 53' · Echeverri 83' | Reporte   |      | Árbitro(s): Sirley Cornejo | Árbitro(s): Sirley Cornejo |

| 10 de abril de 2018, 19:00 (UTC-3) | Chile     | 1:0 (0:0) | Uruguay | La Portada, La Serena             |                                   |
|                                    | Rojas 80' | Reporte   |         | Árbitro(s): María Laura Fortunato | Árbitro(s): María Laura Fortunato |

- Libre:  Paraguay.

| 12 de abril de 2018, 16:45 (UTC-3) | Paraguay                     | 2:1 (1:1) | Uruguay    | La Portada, La Serena   |                         |
|                                    | Martínez 36' · Peralta 90+2' | Reporte   | Ramírez 1' | Árbitro(s): Edina Alves | Árbitro(s): Edina Alves |

| 12 de abril de 2018, 19:00 (UTC-3) | Chile                                              | 5:0 (2:0) | Perú | La Portada, La Serena      |                            |
|                                    | Aedo 28', 66' · López 36' · Lara 62' · Rojas 84' · | Reporte   |      | Árbitro(s): Emikar Caldera | Árbitro(s): Emikar Caldera |

- Llibre:  Colombia.

### Grupo B
| Equipo    | Pts | PJ | PG | PE | PP | GF | GC | Dif |
| --------- | --- | -- | -- | -- | -- | -- | -- | --- |
| Brasil    | 12  | 4  | 4  | 0  | 0  | 22 | 1  | 21  |
| Argentina | 9   | 4  | 3  | 0  | 1  | 12 | 6  | 6   |
| Venezuela | 6   | 4  | 2  | 0  | 2  | 9  | 6  | 3   |
| Bolivia   | 3   | 4  | 1  | 0  | 3  | 1  | 18 | -17 |
| Ecuador   | 0   | 4  | 0  | 0  | 4  | 3  | 16 | -13 |

| 5 de abril de 2018 16:45 (UTC-3) | Ecuador | 0:1 (0:0) | Venezuela       | Francisco Sánchez Rumoroso, Coquimbo |                          |
|                                  |         | Reporte   | Castellanos 85' | Árbitro(s): Olga Miranda             | Árbitro(s): Olga Miranda |

| 5 de abril de 2018 19:00 (UTC-3) | Brasil                                          | 3:1 (1:0) | Argentina  | Francisco Sánchez Rumoroso, Coquimbo |                               |
|                                  | Bia Zaneratto 17' · Cristiane 57' · Debinha 90' | Reporte   | Banini 54' | Árbitro(s): Claudia Umpiérrez        | Árbitro(s): Claudia Umpiérrez |

- Libre:  Bolivia.

| 7 de abril de 2018 16:45 (UTC-3) | Argentina                        | 3:0 (2:0) | Bolivia | Francisco Sánchez Rumoroso, Coquimbo |                               |
|                                  | Jaimes 33' 39' · Larroquette 71' | Reporte   |         | Árbitro(s): Elizabeth Tintaya        | Árbitro(s): Elizabeth Tintaya |

| 7 de abril de 2018 19:00 (UTC-3) | Brasil | 8:0 (2:0) | Ecuador | Francisco Sánchez Rumoroso, Coquimbo |                           |
|                                  | Cristiane 10', 90+2' · Bia Zaneratto 21', 81' · Andressinha 48' · Formiga 65' · Rafaelle 70' · Debinha 86' | Reporte   |         | Árbitro(s): Dione Rissios            | Árbitro(s): Dione Rissios |

- Libre:  Venezuela.

| 9 de abril de 2018 16:45 (UTC-3) | Venezuela                                                         | 8:0 (2:0) | Bolivia | Francisco Sánchez Rumoroso, Coquimbo |                               |
|                                  | Castellanos 23', 49', 55' 90+3' · Viso 63', 65', 89' · Altuve 74' | Reporte   |         | Árbitro(s): Claudia Umpiérrez        | Árbitro(s): Claudia Umpiérrez |

| 9 de abril de 2018 19:00 (UTC-3) | Ecuador                                   | 3:6 (2:5) | Argentina                                                                | Francisco Sánchez Rumoroso, Coquimbo |                                 |
|                                  | Vásquez 20' · Rodríguez 37' · Fajardo 76' | Reporte   | Banini 2' · Larroquette 8' · Bravo 10' · Jaimes 41' · Bonsegundo 45' 85' | Árbitro(s): María Victoria Daza      | Árbitro(s): María Victoria Daza |

- Libre:  Brasil.

| 11 de abril de 2018 16:45 (UTC-3) | Ecuador | 0:1 (0:0) | Bolivia   | Francisco Sánchez Rumoroso, Coquimbo |                            |
|                                   |         | Reporte   | Morón 68' | Árbitro(s): Zulma Quiñónez           | Árbitro(s): Zulma Quiñónez |

| 11 de abril de 2018 19:00 (UTC-3) | Brasil                                          | 4:0 (2:0) | Venezuela | Francisco Sánchez Rumoroso, Coquimbo |                          |
|                                   | Mônica 10' · Bia Zaneratto 38', 72' · Marta 82' | Reporte   |           | Árbitro(s): Olga Miranda             | Árbitro(s): Olga Miranda |

- Libre:  Argentina.

| 13 de abril de 2018 16:45 (UTC-3) | Argentina                             | 2:0 (1:0) | Venezuela | Francisco Sánchez Rumoroso, Coquimbo |                               |
|                                   | Jaimes 43' (pen.) · Banini 64' (pen.) | Reporte   |           | Árbitro(s): Claudia Umpiérrez        | Árbitro(s): Claudia Umpiérrez |

| 13 de abril de 2018 | Bolivia | 0:7 (0:3) | Brasil                                                                                     | Francisco Sánchez Rumoroso, Coquimbo |                            |
| 19:00               |         | Reporte   | Érika 3', 65' · Andressinha 17', 54' · Andressa Alves 41' · Millene 80' · Aline Milene 82' | Árbitra: Elizabeth Tintaya           | Árbitra: Elizabeth Tintaya |

- Libre:  Ecuador.

## Fase final
Los cuatro equipos finalistas juegan todos contra todos para definir al campeón, subcampeón, tercer y cuarto puesto, así como las respectivas clasificaciones a los otros torneos.
Si los equipos terminan empatados en puntos, el orden se determinará de acuerdo con los siguientes criterios:
1. Diferencia de goles en todos los partidos.
2. Mayor número de goles marcados en los encuentros de grupo.
3. Mejor resultado en los partidos entre los equipos empatados.
4. Puntuación Fair Play (se descuenta 1 punto por la primera tarjeta amarilla recibida por cada jugadora, 3 puntos por cada expulsión por doble amarilla, 4 puntos por cada jugadora expulsada directamente (sin tarjeta amarilla) y 5 puntos por cada jugadora expulsada directamente que hubiera recibido una tarjeta amarilla previamente).
5. Sorteo por parte de la organización.

| Equipo    | Pts. | PJ | PG | PE | PP | GF | GC | Dif. |
| --------- | ---- | -- | -- | -- | -- | -- | -- | ---- |
| Brasil    | 9    | 3  | 3  | 0  | 0  | 9  | 1  | 8    |
| Chile     | 4    | 3  | 1  | 1  | 1  | 5  | 3  | 2    |
| Argentina | 3    | 3  | 1  | 0  | 2  | 3  | 8  | -5   |
| Colombia  | 1    | 3  | 0  | 1  | 2  | 1  | 6  | -5   |

     Campeón. Clasificado para la Copa Mundial 2019 y los Juegos Olímpicos de Tokio 2020.
     Clasificado para la Copa Mundial 2019 y al repechaje para los Juegos Olímpicos de Tokio 2020 contra el subcampeón del Torneo Preolímpico Femenino de la CAF de 2020.
     Repechaje para la Copa Mundial 2019 contra el 4.º lugar del Campeonato Femenino de la Concacaf de 2018. Clasificado para los Juegos Panamericanos 2019.
     Clasificado para los Juegos Panamericanos 2019.
| 16 de abril de 2018 16:45 (UTC-3) | Colombia    | 1:3 (1:0) | Argentina                                 | La Portada, La Serena       |                             |
|                                   | Salazar 31' | Reporte   | Bonsegundo 50' · Jaimes 66' · Coronel 70' | Árbitro(s): Emikar Calderas | Árbitro(s): Emikar Calderas |

| 16 de abril de 2018 19:00 (UTC-3) | Chile     | 1:3 (0:3) | Brasil                                      | La Portada, La Serena    |                          |
|                                   | López 63' | Reporte   | Mônica 21' · Bia Zaneratto 25' · Thaísa 34' | Árbitro(s): Olga Miranda | Árbitro(s): Olga Miranda |

| 19 de abril de 2018 16:45 (UTC-3) | Brasil                                   | 3:0 (0:0) | Argentina | La Portada, La Serena      |                            |
|                                   | Cristiane 47' · Thaisa 52' · Debinha 78' | Reporte   |           | Árbitro(s): Susana Corella | Árbitro(s): Susana Corella |

| 19 de abril de 2018 19:00 (UTC-3) | Chile | 0:0     | Colombia | La Portada, La Serena         |                               |
|                                   |       | Reporte |          | Árbitro(s): Claudia Umpiérrez | Árbitro(s): Claudia Umpiérrez |

| 22 de abril de 2018 16:45 (UTC-3) | Chile                                              | 4:0 (3:0) | Argentina | La Portada, La Serena       |                             |
|                                   | Sáez 8' · Hernández 24' · Barroso 40' · Lara 90+2' | Reporte   |           | Árbitro(s): Emikar Calderas | Árbitro(s): Emikar Calderas |

| 22 de abril de 2018 19:00 (UTC-3) | Colombia | 0:3 (0:2) | Brasil                          | La Portada, La Serena      |                            |
|                                   |          | Reporte   | Mônica 29', 71' · Clavijo 45+2' | Árbitro(s): Sirley Cornejo | Árbitro(s): Sirley Cornejo |

|                           |
| Bandera de Brasil         |
| Campeón Brasil 7.º título |

## Repechaje intercontinental para el Mundial Femenino de 2019
Se enfrentaron Panamá, cuarto lugar del clasificatorio de Concacaf contra Argentina, tercer lugar de la fase final del torneo. El partido de ida se llevó a cabo el 8 de noviembre de 2018, en Sarandí, Argentina, mientras que el partido de vuelta se jugó el 13 de noviembre de 2018, en la Ciudad de Panamá. 
| 8 de noviembre de 2018 | Argentina                                                    | 4:0 (2:0) | Panamá | Estadio El Viaducto, Sarandí, Argentina |                        |
| 19:00 (UTC-3)          | Larroquette 20' · Stabile 26' 90+7' (pen.) · Rodríguez 90+4' | Reporte   |        | Árbitra: Jana Adámková                  | Árbitra: Jana Adámková |

| 13 de noviembre de 2018 | Panamá    | 1:1 (1:0) | Argentina      | Estadio Rommel Fernández, Ciudad de Panamá, Panamá |                          |
| 20:00 (UTC-5)           | Mills 37' | Reporte   | Bonsegundo 65' | Árbitra: Kateryna Monzul                           | Árbitra: Kateryna Monzul |

- Argentina se clasificó a la Copa Mundial Femenina de Fútbol de 2019.

## Repechaje intercontinental para los Juegos Olímpicos de Tokio de 2020
Se enfrentaron Camerún, subcampeón de la final del Torneo Preolímpico Femenino de la CAF, contra Chile, segundo lugar de la fase final del torneo. El sorteo del orden de los partidos se celebró el 31 de enero de 2020 en la sede de la FIFA en Zúrich, Suiza. Los partidos se jugaron el 10 y el 13 de abril de 2021 en el Complejo Deportivo Arslan Zeki Demirci, en Antalya, Turquía. Originalmente los partidos estaban programados para jugarse los días 9 y 15 de abril de 2020, pero se pospusieron debido a la pandemia de COVID-19.
| 10 de abril de 2021 | Camerún    | 1:2 (0:1) | Chile                   | Complejo Deportivo Arslan Zeki Demirci, Antalya, Turquía |                                 |
| 18:00 (UTC+3)       | Nchout 76' | Reporte   | Sáez 25' · Guerrero 74' | Árbitra: Anastasia Pustovoytova                          | Árbitra: Anastasia Pustovoytova |

| 13 de abril de 2021 | Chile | 0:0     | Camerún | Complejo Deportivo Arslan Zeki Demirci, Antalya, Turquía |                          |
| 19:00 (UTC+3)       |       | Reporte |         | Árbitra: Katalin Kulcsár                                 | Árbitra: Katalin Kulcsár |

- Chile se clasificó a los Juegos Olímpicos de 2020.

## Estadísticas
| Equipo | Equipo    | Pts | PJ | PG | PE | PP | GF | GC | Dif | Rend  |
| ------ | --------- | --- | -- | -- | -- | -- | -- | -- | --- | ----- |
| 1      | Brasil    | 21  | 7  | 7  | 0  | 0  | 31 | 2  | 29  | 100%  |
| 2      | Chile     | 12  | 7  | 3  | 3  | 1  | 13 | 5  | 8   | 57,1% |
| 3      | Argentina | 12  | 7  | 4  | 0  | 3  | 15 | 14 | 1   | 57,1% |
| 4      | Colombia  | 11  | 7  | 3  | 2  | 2  | 17 | 8  | 9   | 52,4% |
| 5      | Paraguay  | 7   | 4  | 2  | 1  | 1  | 7  | 7  | 0   | 58.3% |
| 6      | Venezuela | 6   | 4  | 2  | 0  | 2  | 9  | 6  | 3   | 50%   |
| 7      | Bolivia   | 3   | 4  | 1  | 0  | 3  | 1  | 18 | -17 | 25%   |
| 8      | Uruguay   | 1   | 4  | 0  | 1  | 3  | 2  | 11 | -9  | 8,3%  |
| 9      | Perú      | 1   | 4  | 0  | 1  | 3  | 1  | 12 | -11 | 8,3%  |
| 10     | Ecuador   | 0   | 4  | 0  | 0  | 4  | 3  | 16 | -13 | 0%    |

### Goleadoras
| Jugadora             | Selección | Goles |
| -------------------- | --------- | ----- |
| Catalina Usme        | Colombia  | 9     |
| Bia Zaneratto        | Brasil    | 6     |
| Soledad Jaimes       | Argentina | 5     |
| Deyna Castellanos    | Venezuela | 5     |
| Cristiane            | Brasil    | 4     |
| Mônica               | Brasil    | 4     |
| Yanara Aedo          | Chile     | 3     |
| Florencia Bonsegundo | Argentina | 3     |
| Estefanía Banini     | Argentina | 3     |
| Debinha              | Brasil    | 3     |
| Andressinha          | Brasil    | 3     |
| Ysaura Viso          | Venezuela | 3     |

## Clasificados a competencias intercontinentales
| Competencia                    | Clasificados                                          |
| ------------------------------ | ----------------------------------------------------- |
| Juegos Olímpicos de Tokio 2020 | Brasil Chile (ganó repechaje contra Camerún)          |
| Copa Mundial Francia 2019      | Brasil Chile Argentina (ganó repechaje contra Panamá) |
| Juegos Panamericanos Lima 2019 | Perú (anfitrión) Argentina Colombia Paraguay          |

## Transmisión
- Copa América Femenina Chile 2018 TV
- Chilevisión.[11]
- DeporTV / TNT Sports
- Caracol HD2[12]